# Dancin' Til Dawn
Dancin' Til Dawn è una canzone di Lenny Kravitz, estratta come singolo dal suo album It Is Time for a Love Revolution (2008). La canzone è stata scritta da Kravitz e Craig Ross.

## Video
Il video per Dancin' Til Dawn è stato pubblicato nell'ottobre del 2008 e mostra Lenny che canta su un letto, e una ragazza che balla il brano.

## Risultati in classifica
| Classifica (2008)               | Posizione |
| ------------------------------- | --------- |
| Netherlands Mega Single Top 100 | 96        |